# Gnadochaeta nigrifrons
Gnadochaeta nigrifrons là một loài ruồi trong họ Tachinidae.